# Air-Littoral-Flug 701
Auf dem Air-Littoral-Flug 701, einem internationalen Linienflug der französischen Fluggesellschaft Air Littoral von Nizza nach Florenz, überschoss am 30. Juli 1997 eine ATR 42-500 das Landebahnende des Zielflughafens. Dabei wurde eine Person getötet.

## Maschine

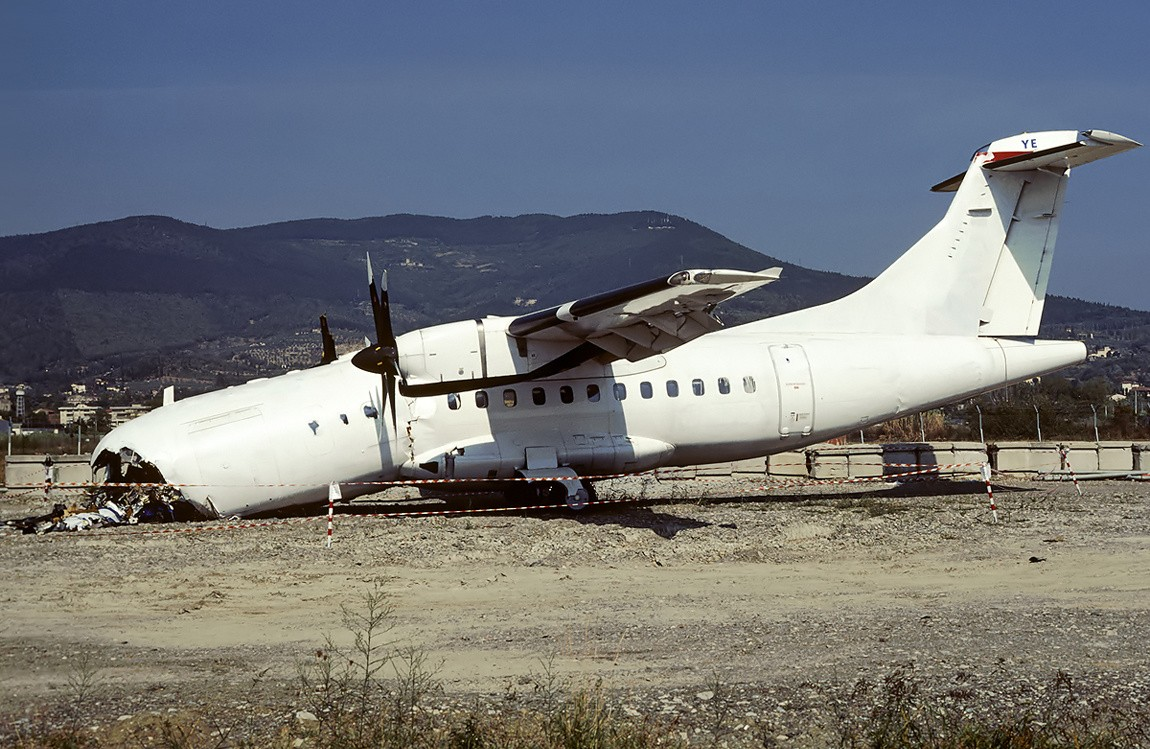
Das Wrack der Maschine

Das betroffene Flugzeug war eine ATR 42-500, ein Flugzeugtyp des von Aeritalia und Aérospatiale gegründeten, italienisch-französischen Konsortiums Avions de Transport Régional (ATR) zum Bau von Regionalflugzeugen. Die Maschine war zum Zeitpunkt des Unfalls eineinhalb Jahre alt. Sie trug die Modellseriennummer 492, war am Produktionsstandort von ATR in Toulouse endmontiert worden und absolvierte am 24. Januar 1996 mit dem Testkennzeichen F-WWLK ihren Erstflug. Die Maschine wurde am 25. April 1996 an die Air Littoral ausgeliefert, die Maschine erhielt dabei das Luftfahrzeugkennzeichen F-GPYE. Das zweimotorige Regionalverkehrsflugzeug war mit 2 Turboproptriebwerken des Typs Pratt & Whitney Canada PW127E ausgestattet.

## Passagiere und Besatzung
Den Linienflug von Nizza nach Florenz hatten 14 Passagiere angetreten. Es befand sich zudem eine dreiköpfige Besatzung an Bord, bestehend aus einem Flugkapitän, einem Ersten Offizier und einer Flugbegleiterin.

## Unfallhergang
Nachdem der Flug von Nizza nach Florenz ohne besondere Vorkommnisse verlaufen war, bereitete sich die Besatzung gegen 10:30 Uhr auf die Landung vor. Es herrschte gute Sicht bei wolkenfreiem Himmel und leichtem Wind aus wechselnden Windrichtungen. Die Besatzung entschied sich für die Landung auf der Landebahn 23, deren Schwelle aufgrund von Bauarbeiten um 620 Meter versetzt war. Die Entscheidung war unter den gegebenen Bedingungen sehr ungewöhnlich, zumal achtzig Prozent der Flugzeuge, die an diesem Tag auf dem Flughafen operierten, auf der gegenüberliegenden Landebahn 05 landeten.
Die Maschine setzte um 10:36 Uhr mit einer viel höheren Geschwindigkeit als erforderlich auf, überschoss dann das Ende der Landebahn, durchstieß die Umzäunung des Flughafens und stürzte in den Graben neben der angrenzenden Autobahn A11. Das rechte Triebwerk stoppte bei der Bodenberührung, während das linke noch während der anschließenden Rettungsaktion 45 Minuten weiterlief.
Die Passagiere wurden schnell evakuiert, aber da der Cockpitabschnitt schwer beschädigt war, dauerte es ungefähr eine Stunde, bis die beiden Besatzungsmitglieder aus der Maschine befreit werden konnten. Der Kapitän wurde ins Krankenhaus eingeliefert, erlag aber vier Tage später seinen Verletzungen, der Erste Offizier und 13 weitere Passagiere wurden verletzt.

## Ursache
Die Unfalluntersuchung wurde durch die italienische Zivilluftfahrtbehörde und die Staatsanwaltschaft geführt.
Es stellte sich heraus, dass während der Landung der Erste Offizier der Pilot flying war und unter der Aufsicht des Kapitäns ein Linientraining absolvierte. Die Staatsanwaltschaft stellte fest, dass der endgültige Anflug mit einer übermäßigen Geschwindigkeit und Sinkgeschwindigkeit durchgeführt wurde und dass sogar das zugehörige Warnsystem an Bord ausgelöst worden war, das von der Cockpitbesatzung ignoriert wurde. An der Maschine selbst wurden keine technischen Mängel festgestellt. 
Der Erste Offizier und zwei Manager von Air Littoral – der Ausbildungsleiter und der Leiter der Personalabteilung – wurden wegen Totschlags und Verursachung einer Luftkatastrophe angeklagt, im November 2003 jedoch freigesprochen. Die Verantwortung für den Unfall wurde letztendlich dem getöteten Kapitän gegeben. Seine „unkluge“ Entscheidung, trotz des unsicheren Anfluges mit der Landung fortzufahren, habe letztlich zu dem Unfall geführt.